# Bajofondo presenta Santullo
Bajofondo Presenta Santullo es el disco debut de Fernando Santullo, vocalista de El Peyote Asesino y colaborador de la agrupación de tango electrónico Bajofondo. Ha sido producido por Juan Campodónico y Gustavo Santaolalla y fue editado en agosto de 2009 por el sello Universal Music Group. 
Bajofondo presenta Santullo comenzó a gestarse en 2005, casi en paralelo con el disco Mar Dulce del grupo argentino/uruguayo Bajofondo. Santullo aportó dos temas para ese trabajo: "Ya no duele" y el segundo sencillo, "El mareo", interpretado por Gustavo Cerati y que estuviera nominado al Grammy Latino 2008 como "Mejor canción alternativa".
El disco fue grabado y mezclado en 2008 por Julio Berta en el estudio Elefante Blanco (Montevideo, Uruguay) y por Aníbal Kerpel en el estudio La Casa (Los Ángeles, EE. UU.). Fue masterizado en 2009 por Tom Baker en Precision Mastering (Los Ángeles, EE. UU.). 
Entre los músicos se cuentan los miembros de Bajofondo, Juan Campodónico (programación, guitarras), Luciano Supervielle (piano, scratches), Gustavo Santaolalla (coros, percusiones, armónica, guitarra eléctrica), Gabriel Casacuberta (bajo, contrabajo y silbidos), Javier Casalla (violín), Martín Ferres (bandoneón) y Adrian Sosa (batería). También participan Sebastián Peralta (teclados, guitarras, programación); Jorge Camiruaga (vibráfono), Roberto Rodino (batería y percusión), Pablo Bonilla (programación) y Jose Luis Yabar (guitarras). Entre los invitados se encuentran Fernando Cabrera, Aníbal Kerpel, Agustina Santullo y Nerea.
El disco presenta una mezcla de diversos géneros musicales, incluyendo hip hop, rock, pop, electrónica, tango y milonga. Su autor lo define como “música contemporánea del Río de la Plata”.
En junio de 2010, "Bajofondo presenta Santullo" ganó el Premio Iris al Mejor Disco del Año 2009. Fue nominado a ocho Premios Graffiti en 2010, logrando el de Mejor Disco de Música Electrónica. El disco fue también nominado a los Premios Gardel 2010 en la categoría Mejor Disco Rock Pop Alternativo.

## Lista de canciones
1. La humedad
2. Intacto
3. Solo
4. Amargo letargo
5. Al viento
6. No juego más
7. Esencia
8. Autómatas del vicio
9. Quien
10. Pa' bailar (versión Santullo)